# キム・ボユン
キム・ボユン（김보윤、本名：キム・ゴウン(김고은、2001年12月18日 - ）は、韓国の女優である。
2013年『ミナ文房具』において、ソヨン役でデビュー。

## 活動歴
子役出身で、2009年「屋根をくぐってハイキック」第116回でテレビ初出演を果たし、2011年にはテレビで見る原作童話にユヒ役で出演。その後、2013年に映画「ミナ文房具」で正式デビューし、本格的な活動を開始する｡
デビュー当初は子役や端役を中心に活動していたが、映画『ヒッチハイク』で初主演を果たし、2019年『十八の瞬間』でクォン・ダヒョン役を演じたことで注目を浴び始めた。
成人後は､ 2020年の「グッドキャスティング」と2022年の2つのNetflixドラマに立て続けに出演し、知名度を高めている。現在までは、特に「今、私たちの学校は…」のソ・ヒョリョン役を通じて、全世界の注目を集めている。